# Willistonina bilineata
Willistonina bilineata là một loài ruồi trong họ Asilidae. Willistonina bilineata được Williston miêu tả năm 1883.